# Xerocrassa meda
Xerocrassa meda е вид коремоного от семейство Hygromiidae.

## Разпространение
Видът е разпространен в Гърция, Италия (Сардиния и Сицилия) и Малта.